# Tropea
Tropea er en by og kommune i provinsen Vibo Valentia i regionen Calabrien i det sydvestlige Italien. Tropea grænser op til kommunerne Drapia, Parghelia og Ricadi.

## Eksterne links
- Wikimedia Commons har flere filer relateret til Tropea
- Tropeas officielle websted

1. ↑  demo.istat.it (fra Wikidata).